# Woodwardia
Genre
Woodwardia est un genre de fougères de la famille des Blechnaceae.

## Étymologie
Le mot Woodwardia est dédié à un botaniste anglais, Thomas Jenkinson Woodward (1745-1820).

## Espèces
- Woodwardia areolata (L.) T.Moore
- Woodwardia fimbriata Sm.
- Woodwardia orientalis Sm.
- Woodwardia radicans (L.) Sm.
- Woodwardia virginica (L.) Sm.

Des espèces ont de grandes feuilles, comme W. orientalis. Les feuilles sont bipennées. Les jeunes feuilles de W. orientalis sont rouges et les jeunes bourgeons adventifs à la surface des feuilles sont aussi rouges.